# CS History
CS History (do listopadu 2019 WAR Svět válek, WAR TV) je televizní stanice, která patří spolu se stanicemi CS film a CS Horror a CS Mystery pod křídla Československé filmové společnosti (vlastníkem je slovenská televize JOJ. Je určena pro kabelové, satelitní a IPTV televizní sítě. Spuštěna byla 3. října 2017. Je dostupná u kabelových, satelitních a IPTV operátorů (Skylink, UPC) v České republice a na Slovensku (Skylink, UPC, O2, Slovak Telekom – Magio TV), DIGI Slovakia.
V nabídce jsou převážně válečné dokumentární a krátkometrážní pořady produkce USA, Ruska, Francie, Velké Británie, Kanady, Polska, Austrálie, Izraele, Nizozemska. Nechybí ani česká tvorba či například Magazín NATO. V časech mezi 1.00 a 6.00 je vysílán dokument „Válka bez komentáře“.
Dokumenty z celého světa jsou nadabované do češtiny a slovenštiny.

## Internet
Na internetových stránkách televizní stanice se nachází televizní program i přehled televizních premiér.
Sledovat obsah televizní stanice lze i prostřednictvím internetového video portálu.